# Pucciniastrum americanum
Pucciniastrum americanum är en svampart som först beskrevs av William Gilson Farlow, och fick sitt nu gällande namn av Joseph Charles Arthur 1920. Pucciniastrum americanum ingår i släktet Pucciniastrum och familjen Pucciniastraceae.   Inga underarter finns listade i Catalogue of Life.